# Митусов, Степан Петрович
Степан Петрович Митусов (1764—1830) — российский военный деятель, полковник лейб-гвардии Преображенского полка, генерал-майор, действительный статский советник.

## Биография
Сын Петра Степановича Митусова (1718–1784), поручика лейб-гвардии Преображенского полка, вышедшего в отставку полковником (1766). Мать — Федосья Ивановна Неклюдова. Старшие братья — Петр Петрович Митусов, генерал-майор, губернатор, тайный советник и сенатор и Василий Петрович Митусов, подковник, действительный статский советник, губернатор.
В службу вступил мушкетёром в Преображенский полк (1770), капрал (01 января 1772), фурьер (22 сентября 1772), каптенармус (30 марта 1773), сержант (22 июня 1774), прапорщик (01 января 1779), подпоручик (01 января 1780), поручик и полковой обозный (01 января 1782), капитан-поручик (01 января 1785), капитан (01 января 1788). Во время войны против шведов (1789), был в походе с батальоном Преображенского полка на галерах и во время сражения неприятельская бомба попала в неё, Степан Петрович получил контузию головы, в двух местах ранение ног. Пожалован шпагою с надписью: «За храбрость».
Получил чин полковника (01 января 1796), в том же году послан с объявлением о восшествии на Престол Императора Павла I. Пожалован чином генерал-майор (15 ноября 1796). Награждён орденом Святой Анны 2 степени.
Уволен от военной службы по болезни и переведён действительным статским советником (28 декабря 1796), с назначением пенсии половины жалование по настоящему чину. Пожалован бронзовой медалью на Владимирской ленте в память 1812 года. Пожалован пожизненной пенсией в 4000 рублей в год.
Утверждён в правах наследования на имения (24 августа 1797), оставшихся после смерти родителей и брата Александра Петровича. Купил деревню Крюковку, Чембарского уезда Пензенской губернии с 138 душами крестьян. Скончался в 1830 году.
Жена — Екатерина Ивановна урождённая Озерова, дочь полковника лейб-гвардии Измайловского полка Ивана Петровича Озерова (ок. 1750–после 1798), сестра сенатора П.И.Озерова.
Сыновья:
- Петр (1811—1901)
- Николай (1814—1870), военный инженер, действительный статский советник. Участвовал в основании укрепления Святого Духа на реке Мзымта в 1837 году. Награжден орденом Святой Анны 3-й степени с бантом.

Внуки и правнуки:
- Степан Николаевич Митусов (1847—после 1926, Берлин) —  дипломат, тайный советник, коллекционер[1]. Его сын (от первого брака)[2] — Степан Степанович Митусов (1878—1942), музыкант, педагог, единомышленник Н. К. Рериха, его сотрудник[3]; погиб с женой и дочерью и внучкой в блокадном Ленинграде[4].
- Александра Николаевна Митусова (1850—после 1910) замужем за И.А.Зеленым, участником кругосветного плавания, капитаном 1-го ранга, воспитателем великого князя Константина Константиновича.
- Мария Николаевна Митусова (1855—1878) замужем за Алексеем Эдуардовичем Рамзаем (1841—1895), сыном Э.А.Рамзая, шталмейстером двора его императорского величества. Ее дочь — Мария Алексеевна Рамзай (1876—1924, Висбаден) была замужем за генерал-майором Эдуардом Эдуардовичем Герингом (1872—1943), затем за В.И.Велио.